# Chief Jay Strongbow
Luke Joseph Scarpa (né le 4 octobre 1928 à Philadelphie  et mort le 3 avril 2012 à Griffin), est un catcheur (lutteur professionnel) américain connu sous le nom de Chief Jay Strongbow.
Il a été admis au WWE Hall of Fame  de la World Wrestling Entertainment en 1994.

## Carrière
Luke Joseph Scarpa a débuté en 1947 à la NWA sous son véritable nom.
Il détient plusieurs titres dans les années 1950 et 1960 dans cette fédération.
Il débute à la World Wide Wrestling Federation en 1970 où il prend le pseudonyme de Chief Jay Strongbow et se vêtit en Indien d'Amérique.
Il effectue de nombreuses attaques en voltige dont sa prise de finition, Le Tomahawk Chop.
En mai 1972, il remporte son premier World Tag Team Championship (de ses quatre qu'il aura dans sa carrière) avec Sonny King qui lui sera un plaisant allié en équipe.